# 荷蘭美洲殖民地
荷蘭美洲殖民地（荷蘭語：Nederlandse koloniën van Amerika），又称荷属美洲，是指从16世纪末到现在，荷兰在美洲拥有的殖民地的统称。自从1590年在南美圭亚那埃塞奎博河地区建立第一个要塞后，荷兰便开始了在美洲新大陆的殖民活动。荷兰人曾先后占领了北美哈德逊河流域，加勒比海地区的圣马丁、古拉索、阿鲁巴、博奈尔等岛屿，并从葡萄牙手中夺取了巴西东北部大西洋沿岸地区。经过几个世纪的战争，不少荷属美洲殖民地几经易手，不过最终荷兰仍保有了荷属圭亚那（1975年独立为苏里南）、荷屬安地列斯以及阿鲁巴等地。

## 北美地区

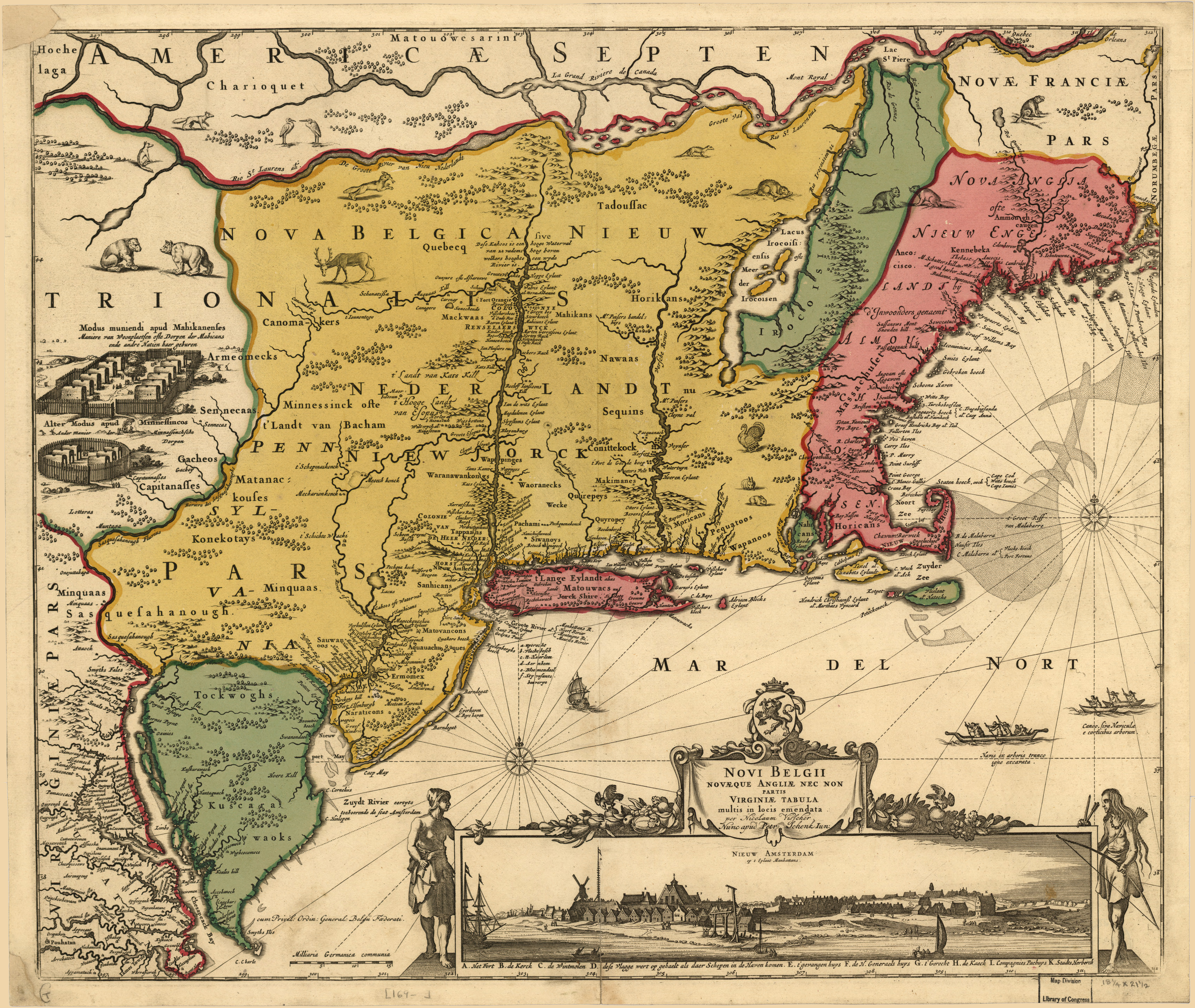
1656年的荷属北美殖民地地图

1602年，荷兰联省共和国特许荷兰东印度公司探索包括西北航路（向西航行到达印度）在内的前往印度的航路。经过几次远征探索，1609年，荷兰东印度公司委任的英国探险家亨利·哈德逊发现了现今的美国和加拿大的大西洋沿岸地区，他进入了上纽约湾和后来以他名字命名的哈德逊河并一度认为这就是西北航路。1614年，荷兰人阿德里安·布洛克再度几次探索了哈德逊河和长岛地区，并在绘制地图时首次使用了“新尼德兰”来命名这片位于英属弗吉尼亚和法属加拿大之间的土地，随后他被荷兰政府授予该地的贸易专营权。1615年，哈德逊河上的拿骚堡贸易站建立，随后荷兰殖民者又在附近建立了奥兰治堡（今奥尔巴尼）取而代之。
1621年，一个新的垄断美洲和西非贸易的公司荷兰西印度公司建立。1623年，荷兰正式宣布新尼德兰为荷兰的一个省。1626年，荷兰西印度公司的主管彼得·米努伊特从当地人手中买下了曼哈顿岛并在其上开始建立新阿姆斯特丹（今纽约）。同年，另一个拿骚堡（非阿尔巴尼附近的那个）在南新泽西特拉华河上建立，此外，另两个殖民点卡斯米尔堡（今美国特拉华州纽卡斯尔）和贝维斯雷德堡（今费城）也相继建立。不过许多陆续来到新尼德兰的移民并非荷兰人，而是英国新教徒和法国胡格诺教徒。
1664年，英国军队在约克和阿尔巴尼公爵（后成为英格兰国王称詹姆士二世）的指挥下攻击了新尼德兰殖民地。因为寡不敌众，荷兰总督彼得·斯特伊弗桑特投降。随后英国人取约克公爵头衔改新阿姆斯特丹为新约克（通常译作纽约），而奥兰治堡则取阿尔巴尼公爵头衔被改称阿尔巴尼堡。新尼德兰的丢失随后引发了1665至1667年的第二次英荷战争。这场冲突随着《布雷达条约》的签订而终止，荷兰放弃了新阿姆斯特丹以换取苏里南。
在1673至1674年第三次英荷战争期间，荷兰人重占了该地，不过1674年签订《威斯敏斯特条约》后，荷兰又将该地交还给了英国。同年荷兰曾占领了法国阿卡迪亚殖民地（现美国东北和加拿大一部分）的两座要塞，并命名为新荷兰，不过始终未能站稳脚跟。法荷《奈梅亨条约》签订后，荷兰放弃了此地。

## 加勒比海地区
荷兰于1625年开始在加勒比海维尔京群岛的圣克罗伊殖民，1628年殖民多巴哥，1631年开始在圣马丁拓殖。在西班牙人夺回圣马丁后，荷兰又把目标瞄准了古拉索、博奈尔、萨巴和聖佑達修斯岛。荷兰于1648年夺回了圣马丁岛的一半，此后便一直与法国人分享该岛。在维尔京群岛上，因圣克罗伊与英国的殖民地持续发生冲突，荷兰人被迫放弃了该地并选择该群岛的其他地方建立殖民点，不过那些殖民点于1672和1680年被英国占领。而荷兰人在多巴哥更是与其他欧洲国家（西、英、法、瑞、库尔兰）争夺激烈，该岛最后被英国夺占。
荷兰在加勒比海保有的岛屿地理上皆属于安地列斯群島，因此曾统称为荷屬安地列斯作为荷兰的海外领地统一管理。1954年该地被授予了自治权。1986年阿鲁巴岛与荷屬安地列斯分离，单独成为荷兰王国的一个構成國。2010年10月10日，根据荷兰和荷屬安地列斯签署的协议，荷屬安地列斯正式解体。古拉索亦成为荷兰王国的構成國。而聖佑達修斯、萨巴和博奈尔岛，则成立特别自治市成为荷兰的一部分。

## 南美地区

### 苏里南和圭亚那
南美苏里南地区的第一座殖民据点是由巴巴多斯总督法兰西斯·威洛比男爵（Francis Willoughby）于1650年建立的。第二次英荷战争中，荷兰占领了此地。在随后的布雷达条约中，荷兰用北美新尼德兰殖民地交换来了糖产地苏里南。1683年，苏里南被卖给了荷兰西印度公司后称荷属圭亚那。此后，依靠非洲黑人奴隶的蔗糖种植业在该地逐渐发展起来。拿破仑战争期间，英国曾于1799至1816年间控制该地。1863年，荷兰废除了奴隶制并开始从英属印度和荷属东印度地区输入劳工以维持该地经济。苏里南自治政府于1954年建立并最终在1975年实现独立。不过因独立后的经济衰退和政治不稳定，许多苏里南人移居到了荷兰和美国。现居荷兰的苏里南人已几乎和苏里南本土人口一样多。
在圭亚那埃塞奎博河地区，荷兰也建立的几个殖民据点以便和印第安人进行贸易。因靠近英国势力范围，该地经常和英国人爆发冲突，殖民点也几经易手。1814年，荷兰最终将该地割让给了英国。

### 巴西
从1630年开始，荷兰将势力深入到南美巴西东北部地区（殖民地称新荷兰或荷属巴西），荷兰西印度公司还将总部建在了累西腓（现巴西伯南布哥州首府）。该地总督约翰·莫里茨甚至邀请了艺术家和科学家来到当地协助发展。不过葡萄牙并不允许荷兰人轻易进入巴西。1649年，葡萄牙在第二次葡荷瓜拉拉皮斯战役中取得决定性胜利。1654年1月，荷兰签署条约将荷属巴西交还给了葡萄牙。但是在同年5月，第一次英荷战争结束，荷兰得以腾出手来对付葡萄牙。荷兰再次派兵威胁巴西地区并一度威胁里斯本，同时要求将新荷兰交还给他们。而葡萄牙这时已卷入同西班牙的战争，无力和荷兰战斗，只能同意了荷兰的要求。1661年，荷兰政治领袖约翰·德维特认为商贸比土地更重要，于是在《海牙条约》中又将新荷兰卖给了葡萄牙人。

### 智利
1600年，荷兰海盗塞巴斯蒂安·德·科德斯征服了智利沿岸城镇瓦尔迪维亚，不过他随后就离开了此地。1642年，荷兰东印度公司和西印度公司共同派遣了一支舰队（指挥官亨德里克·布劳威尔）前往征服瓦尔迪维亚以及附近西班牙开设的金矿。1643年，荷兰占领瓦尔迪维亚。不过荷兰人因为未找到金矿以及当地人的敌意最终离开了此地。尽管没有建立起有效的管制，仍有不少荷兰人陆续移居此地。布尔战争期间，此地还成为布尔人（南非荷兰人）的临时避难所，其中不少人留在了智利定居。现今智利大概有五万荷兰人后裔。